# La Liga de 1941–42
A La Liga de 1941–42 foi a 11º edição da Primeira Divisão da Espanha de futebol. Com 14 participantes, o campeão foi o Valencia CF.

## Classificação final
| Pos | Equipe                 | Pts | J  | V  | E | D  | GM | GS | SG  |
| --- | ---------------------- | --- | -- | -- | - | -- | -- | -- | --- |
| 1   | Valencia CF            | 40  | 26 | 18 | 4 | 4  | 85 | 39 | 46  |
| 2   | Real Madrid            | 33  | 26 | 14 | 5 | 7  | 65 | 43 | 22  |
| 3   | Atlético Aviación      | 33  | 26 | 14 | 5 | 7  | 50 | 44 | 6   |
| 4   | Deportivo de La Coruña | 28  | 26 | 12 | 4 | 10 | 36 | 37 | -1  |
| 5   | Celta de Vigo          | 28  | 26 | 11 | 6 | 9  | 53 | 55 | -2  |
| 6   | Sevilla CF             | 27  | 26 | 10 | 7 | 9  | 58 | 45 | 13  |
| 7   | Atlético de Bilbao     | 27  | 26 | 10 | 7 | 9  | 55 | 41 | 14  |
| 8   | CD Castellón           | 26  | 26 | 10 | 6 | 10 | 54 | 63 | -9  |
| 9   | RCD Español            | 26  | 26 | 10 | 6 | 10 | 49 | 42 | 7   |
| 10  | Granada CF             | 25  | 26 | 10 | 5 | 11 | 64 | 52 | 12  |
| 11  | Real Oviedo            | 23  | 26 | 8  | 7 | 11 | 42 | 63 | -21 |
| 12  | CF Barcelona           | 19  | 26 | 8  | 3 | 15 | 57 | 66 | -9  |
| 13  | Alicante CF            | 12  | 26 | 5  | 2 | 19 | 42 | 71 | -29 |
| 14  | Real Sociedad          | 12  | 26 | 5  | 2 | 19 | 31 | 77 | -46 |

|  | Classificado para a promoção de permanencia na Primeira Divisão |
|  | Despromivido a Segunda División                                 |